# Florencia Abbate
Florencia Abatte (Buenos Aires, 24 de dezembro de 1976) é uma escritora e jornalista argentina. Ela estudou literatura na Universidade de Buenos Aires, trabalhando para diferentes veículos de comunicação de massa, tais como La Nación, Perfil, Página 12 ou El País, entre outros.
Participou como autora da semana do editor de 2004, em Buenos Aires.
Em 2007, ela passou um "ano virtual" em Hamilton.

## Obras

### Romances
- "Magic Resort", Emecé Editores, Grupo Planeta, 2007. ISBN 978-950-04-2902-3
- "El grito", Emecé Editores, Grupo Planeta, 2004. ISBN 978-950-04-2531-5

### Poesias
- Los transparentes, Editorial Libros del Rojas, 2000, com ilustrações de Adolfo Nigro.
- Una sola alma somos: mapuches, Editorial Tantalia, 2006. ISBN 978-987-22809-3-2

### Artigos
- Él, ella, ¿ella?, apuntes sobre transexualidad masculina, Editorial Perfil, 1998. ISBN 978-950-639-209-3
- Gilles Deleuze para principiantes, Editorial Era Naciente, 2001, com ilustrações de Pablo Páez. ISBN 978-987-9065-92-1
- Literatura latinoamericana para principiantes, Editorial Era Naciente, 2003, com ilustrações de Diego Parés. ISBN 978-987-555-005-6[4]

### Contos
- Una terraza propia, Editorial Norma, 2006.[5]
- Puntos de fuga, Editorial Tantalia, 1996. Diário de viagem.
- Las siete maravillas del mundo, Editorial Estrada, 1996. Histórias para crianças.